# Mediolanion (Donau)
Mediolanion – im Lateinischen Mediolanium; altgriechisch Μεδιολάνιον – ist ein Ortsname, der in der Geographia des Claudius Ptolemaios als einer der im Westen der südlichen Germania magna und entlang der Donau liegenden Orte (πόλεις) mit 38° 00' Länge (ptolemäische Längengrade) und 47° 10' Breite angegeben wird. Mediolanion liegt damit nach Ptolemaios an der Donau zwischen Kondorgis und Phelikia. Wegen des Alters der Quelle kann eine Existenz des Ortes um 150 nach Christus angenommen werden. Bislang gilt der antike Ort als nicht sicher lokalisiert.
Ein interdisziplinäres Forscherteam um Andreas Kleineberg, das die Angaben von Ptolemaios neu untersuchte, lokalisiert Mediolanion anhand der transformierten antiken Koordinaten bei der Stadt Korneuburg, die im Weinviertel in Niederösterreich an einem Donauübergang liegt. und bestätigt damit Radan Květs und Stanislav Řeháks Untersuchungsergebnisse.